# Josh McDowell
Joslin (Josh) McDowell (Union City (Michigan), 17 augustus 1939) is een Amerikaanse christelijke dominee, evangelist en schrijver.

## Biografie

### Jeugd en eerste studies
McDowell groeide op in een gezin met vijf kinderen. De biograaf Joe Musser schreef dat McDowell in zijn jeugd heeft geworsteld met een laag gevoel van eigenwaarde toen zijn vader leed aan een alcoholverslaving.
Hij was eerst van plan een studie te volgen om later de politiek mee in te kunnen gaan en begon voorbereidende studies aan de Kellogg Universiteit in Michigan. Volgens McDowell was hij als een agnosticus op de universiteit toen hij besloot een opstel te maken waarin hij de historische grond van het christelijke geloof zou onderzoeken om het te kunnen weerleggen. Hierin wilde hij met name bewijzen dat Jezus niet uit de dood is opgestaan. Maar, zo zegt McDowell, in plaats van bewijzen hiertegen vond hij er alleen bewijzen vóór. Hij schreef zich vervolgens in bij de Wheaton Universiteit in Illinois, waar hem een Bachelor of Arts degree werd toegekend. Hij studeerde vervolgens aan de Talbot Theologische Seminarie van de Biola Universiteit in La Mirada (Californië). Hij maakte een onderzoek naar de theologie van Jehova's getuigen af en behaalde daarmee de Master of Divinity degree waarbij hem bij het promoveren de kwalificatie magna cum laude werd toegekend.

### Recenter verleden
In 1982 werd aan McDowell een eredoctoraat in de rechten toegekend door de Simon Greenleaf School of Law. McDowell was ook een gastdocent aan die school in 1980.
McDowell staat bekend om zijn vele cursussen, discussies en boeken in christelijke apologetiek; het verdedigen van het christendom en de Godheid van Jezus. Als een populair apologeet heeft McDowell naast in de Verenigde Staten ook in andere landen gesproken, zoals Zuid-Afrika en Australië.
Josh McDowell is getrouwd en heeft vier kinderen.